# Katsuhiro Hamada
Katsuhiro Hamada (japanisch 濱田 克大 Hamada Katsuhiro; * 7. Oktober 1991 in Hokkaido) ist ein japanischer Fußballspieler.

## Karriere
Hamada erlernte das Fußballspielen in der Jugendmannschaft von Consadole Sapporo und der Universitätsmannschaft der Sapporo-Universität. Seinen ersten Vertrag unterschrieb er 2014 beim FC Ganju Iwate. Für den Verein absolvierte er 21 Ligaspiele. 2016 wechselte er zum Drittligisten FC Ryūkyū. Für den Verein absolvierte er 17 Ligaspiele.